# Icare
Icare – balet (legenda choreograficzna) w jednym akcie.
- Libretto i choreografia: Serge Lifar
- orkiestracja rytmów Serge'a Lifara: J.E. Szyfer
- scenografia i kostiumy: Paul R. Lerth

Prapremiera: Paryż 9 lipca 1935, Opéra.
Osoby:
- Ikar
- Dedal
- zespół

## Streszczenie
Wśród ciekawskiego i pokpiwającego tłumu młody Ikar szykuje się do swojego pierwszego lotu. Przywiązuje do ramion skrzydła, wykonane przez jego ojca Dedala. Po kilku nieudanych próbach Ikar szybuje w powietrzu i kierowany ciekawością leci w stronę słońca, aż skrzydła klejone woskiem rozpadają się i młodzieniec wpada do morza.